# Fornes
Fornes é um município da Espanha na província de Granada, de área 16,29 km² com população de 555 habitantes (2019) e densidade populacional de 34,07 hab/km².
Fornes se separou do município de Arenas del Rey em 2 de outubro de 2018.

## Demografia
| Variação demográfica do município entre 2001 e 2019 | Variação demográfica do município entre 2001 e 2019 | Variação demográfica do município entre 2001 e 2019 |
| --------------------------------------------------- | --------------------------------------------------- | --------------------------------------------------- |
| 2001                                                | 2011                                                | 2019                                                |
| 708                                                 | 619                                                 | 555                                                 |